# 閩變

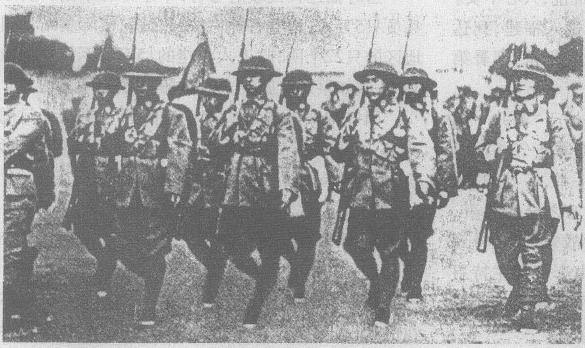
1933年闽变期间驻扎于福建的国民革命军第19路军

閩變，又称福建事变，是1933年11月驻扎福建省的国民革命军第十九路军反對南京國民政府的起事，其后成立「中華共和國人民革命政府」。起事者为蔡廷锴、蔣光鼐、陳銘樞和李濟深等人，及其帶領下原本在福建參與剿滅中国工农红军的國民革命軍第十九路軍。由於未得到各方支持（虽与红军簽訂了抗日反蔣的初步協定，但是因为当时中共领导人王明的反對而未能让红军施以援手），次年一月，事变的十九路军即被蔣介石以優勢兵力擊敗。戰敗後，事变诸高層領導人出走，十九路軍亦在缴械後被解散收編。

## 起因及經過
閩變的主力第十九路軍原為粵軍第一師，1926年粵軍第一師改編為國民革命軍第四軍，李濟深為軍長，陳銘樞為當中第十師的師長，蔣光鼐為副師長、蔡廷鍇為屬下團長。
國民革命軍北伐中第四軍屢有戰果，第十師亦擴編為第十一軍，後來第十一軍參加1930年的中原大戰，助蔣介石擊敗馮玉祥及閻錫山，改編為十九路軍。蔣光鼐為總指揮，蔡廷鍇為軍長。之後十九路軍亦參加了第三次圍剿紅軍。1931年九一八事變後，十九路軍調防上海，同時因蔣介石受壓下野，南京國民政府由粵系主持，陳銘樞任京滬戍衛司令。
1932年一二八事變，日本派陸戰隊登陸上海，十九路軍奮起迎戰抵抗，即淞滬抗戰，因而成為聲名大噪的抗日軍隊。後來日本多番增援，但在蔣介石復出後，國軍亦派出中央軍共同作戰。最後事件以外交談判解決，第十九路軍從上海撤下，並被調到福建剿共。蔣光鼐同時兼任福建省政府主席。最初十九路軍在福建與紅軍作戰取得勝果，佔據部分的紅軍根據地，但後來與彭德懷的部隊交戰開始失利。十九路軍陷於兩難局面，蔡廷鍇等將領在前線與紅軍展開和談，並取得停火。
同時陳銘樞從歐洲回到中國，於6月聯絡桂系的李宗仁和陳濟棠等，商議另立「人民政府」對抗南京國民政府，但未得實際支持。蔣介石得到情報，派林森到福州游說蔡廷鍇等人不果。11月20日，閩變正式爆發，在福州的「第三党」舉行「中國全國人民臨時代表大會」，決議成立中華共和國人民革命政府，更改國旗為上紅下藍，中嵌黃色五角星，同時廢青天白日滿地紅旗，並推李濟深、陳銘樞、陳友仁、蔣光鼐、蔡廷鍇及黃琪翔等為政府委員。之後即與江西中央蘇區之「中華蘇維埃共和國臨時中央政府」簽署協定，停止軍事對抗和開始經濟合作。22日，中華共和國人民革命政府宣佈成立，以李濟深為政府主席，陳友仁為外交部長，改年號為中華共和國元年。24日，成立执政党生產人民黨。
閩變未能得到中國國民黨內其他勢力的支持。桂系對十九路軍另立中央後即與中國共產黨和解，亦未曾明言主張抗日的立場感到不悅，即通電不表支持。陳濟棠接受蔣介石的拉攏，亦不支持閩變。宋慶齡表示事發前未聞其事，胡漢民亦大表反對。中國共產黨當時正出現毛澤東為首的國內派及王明為首的國際派之間的權力鬥爭。12月5日，王明為首的中共中央發表聲明，指福建政府是「非人民的，仍是不革命的」，並指「一切想在革命與反革命中間取第三條路者，必然失敗」。
同時，蔣介石調八個師的國民革命軍陸軍入閩，並以空軍和海軍配合攻擊。十九路軍迅速潰散，五個軍之中的四個軍在陣前倒戈投降中央，大部份被一年前在上海一二八事變時並肩作戰的中央軍繳械。中央軍最後在1月13日進入福州，中華共和國人民革命政府成立不足兩個月即瓦解。21日，十九路軍餘部通電擁護中央，閩變正式落幕。蔣光鼐、蔡廷鍇、陳銘樞和李濟深等人則逃至香港，國民革命軍十九路軍的番號取消，部隊亦被分散收編。